# ワシントン郡 (イリノイ州)
ワシントン郡 (英: Washington County) は、アメリカ合衆国イリノイ州に位置する郡である。人口は15,148人（2000年）。郡庁所在地はナッシュビルである。

## 歴史
ワシントン郡はセントクレア郡の外側に1818年に設立された。この郡はジョージ・ワシントンの名を取って命名された。

## 地理
アメリカ合衆国統計局によると、この郡は総面積1,461 km2 (564 mi2) である。このうち1,457 km2 (563 mi2) が陸地で4 km2 (2 mi2) が水地域である。総面積の0.27%が水地域となっている。

### 隣接する郡
- クリントン郡（北）
- マリオン郡（北東）
- ジェファーソン郡（東）
- ペリー郡（南）
- ランドルフ郡（南西）
- セントクレア郡（西）

## 人口動勢
2000年国勢調査で、この郡は人口15,148人、5,848世帯、及び4,239家族が暮らしている。人口密度は10/km2 (27/mi2) である。4/km2 (11/mi2) の平均的な密度に6,385軒の住居が建っている。この郡の人種的構成は白人98.58%、アフリカン・アメリカン0.33%、先住民0.22%、アジア0.18%、太平洋諸島系0.03%、その他の人種0.13%、及び混血0.52%である。人口の0.71%がヒスパニックまたはラテン系である。
この郡内の住民は25.30%が18歳未満の未成年、18歳以上24歳以下が7.60%、25歳以上44歳以下が27.30%、45歳以上64歳以下が23.00%、及び65歳以上が16.70%にわたっている。中央値年齢は39歳である。女性100人ごとに対して男性は97.60人である。18歳以上の女性100人ごとに対して男性は95.50人である。
この郡の世帯ごとの平均的な収入は40,932米ドルであり、家族ごとの平均的な収入は48,433米ドルである。男性は32,209米ドルに対して女性は22,151米ドルの平均的な収入がある。この郡の一人当たりの収入 (per capita income) は19,108米ドルである。人口の6.00%及び家族の3.70%は貧困線以下である。全人口のうち18歳未満の6.00%及び65歳以上の8.70%は貧困線以下の生活を送っている。

## 都市及び町
- ナッシュビル (Nashville)
- ニューミンデン (New Minden)
- リッチビュー (Richview)
- Addieville
- Ashley
- Du Bois
- Hoyleton
- Irvington
- Oakdale
- Okawville
- Radom
- Venedy